# 俄罗斯国家病毒学与生物技术研究中心
54°56′17″N 83°13′35.92″E / 54.93806°N 83.2266444°E
国家病毒学与生物技术研究中心（俄语：Государственный научный центр вирусологии и биотехнологии „Вектор“），简称VECTOR，也称Vector研究所，是位于俄罗斯新西伯利亚州科利佐沃的一个生物学研究中心。配有适用于研究各级生物性危害的研究设施，1-4级疾病预防控制中心，是现已被全球性根除的天花病毒毒株的两个官方储存点之一，并且是Biopreparat实验室系统的一部分。自成立以来，有一支军队负责保卫该设施。
该研究中心在苏联时期是生物战研究的一个关键基地（见苏联生物武器计划）。目前该研究中心在何种领域进行何种性质的研究并不确定。 

## 事故
2004年，研究中心一名科學家意外被含有伊波拉病毒的針刺傷手後身亡。當地媒體報導是俄羅斯中該病毒唯一致命案例。
2019年9月16日，中心5樓的公共衛生研究室發生氣體爆炸，震碎大樓玻璃並導致約30平方米的火災。13部消防車及38名消防員出動，火勢很快被撲熄。一名工人被3級燒傷。當局指爆炸沒有危及大樓結構，科利佐沃市長指出由於裝修工程該處實驗室沒有致病原樣本。

## 备注
1. ↑  另一个储存点是位于美国喬治亞州亚特兰大的美国疾病控制与预防中心。